# Ilhéu da Praia - Ilha Graciosa
Ilhéu da Praia - Ilha Graciosa este o arie protejată (arie de protecție specială avifaunistică — SPA) din Portugalia întinsă pe o suprafață de 10,02 ha, integral pe uscat.

## Localizare
Centrul sitului Ilhéu da Praia - Ilha Graciosa este situat la coordonatele 39°03′N 27°57′W / 39.05°N 27.95°V.

## Înființare
Situl Ilhéu da Praia - Ilha Graciosa a fost declarat arie de protecție specială avifaunistică în martie 1990 pentru a proteja 2 specii de plante și 18 specii de animale.

## Biodiversitate
Situată în ecoregiunea , aria protejată conține 1 habitat natural: Faleze cu floră endemică de pe coastele macaroneziene.
La baza desemnării sitului se află mai multe specii protejate:
- plante (2): Azorina vidalii, Erica scoparia subsp. azorica
- păsări (18): stârc cenușiu (Ardea cinerea), pietruș (Arenaria interpres), ciuf de câmp (Asio flammeus), Bulweria bulwerii, Calidris alba, Calonectris diomedea, prundăraș de sărătură (Charadrius alexandrinus), egretă mică (Egretta garzetta), Larus marinus, pescăruș râzător (Larus ridibundus), sitar de mâl (Limosa limosa), Numenius phaeopus, Oceanodroma castro, Pterodroma feae, Puffinus assimilis, Sterna dougallii, Sterna fuscata, chiră de baltă (Sterna hirundo)

Pe lângă speciile protejate, pe teritoriul sitului au mai fost identificate 2 specii de plante, 8 specii de păsări.